# Zonophryxus trilobus
Zonophryxus trilobus är en kräftdjursart som beskrevs av Richardson 1910. Zonophryxus trilobus ingår i släktet Zonophryxus och familjen Dajidae.
Artens utbredningsområde är havet kring Filippinerna. Inga underarter finns listade i Catalogue of Life.